# Georg Klinkhammer
Georg Klinkhammer (* 22. Juli 1925 in Jünkerath; † 9. Juni 2020 in Vallendar) war ein deutscher Jurist und Politiker. Er war von 1961 bis 1970 Landrat des Unterwesterwaldkreises in Montabaur und danach bis 1989 der erste Landrat des Landkreises Mayen-Koblenz. Seit 1954 war er Mitglied der CDU.

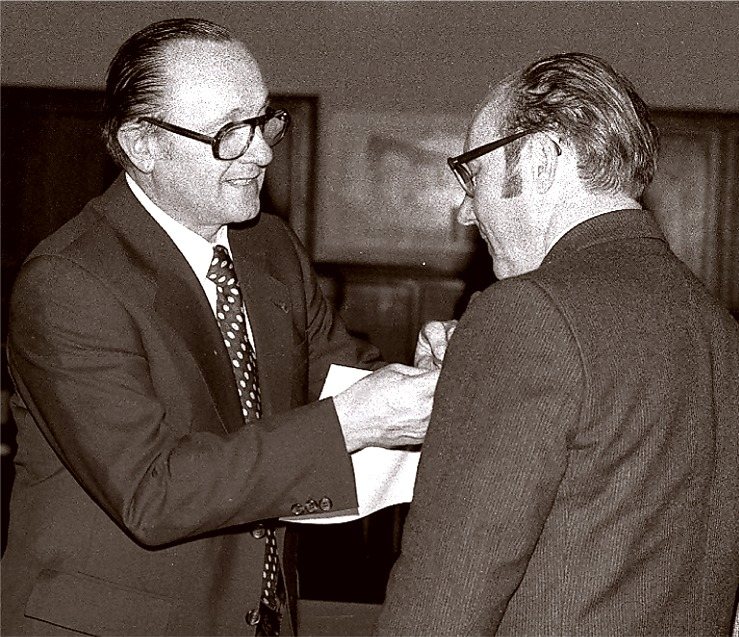
Landrat Klinkhammer überreicht die Ehrennadel des Landes Rheinland-Pfalz

## Leben und Beruf
Klinkhammer besuchte das Gymnasium in Prüm, welches er mit dem Abitur abschloss. Danach ging er in den Marinedienst, während des Zweiten Weltkriegs geriet er in Gefangenschaft. Nach seiner Rückkehr studierte er Jura, 1954 wurde er zum Dr. jur. promoviert. Im Jahr 1957 übernahm er eine Tätigkeit im rheinland-pfälzischen Innenministerium, die er bis 1960 ausübte.
Klinkhammer war Vater von drei Kindern. Zuletzt lebte er, nach dem Tod seiner Ehefrau, mit seiner Haushälterin polnischer Herkunft und ihrem tunesischen Ehemann zusammen. Seine Enkelin Linda-Schiwa Klinkhammer verarbeitete diese Wohngemeinschaft in einem Dokumentarfilm.
Seit dem Studium ist er Mitglied der katholischen Studentenverbindung KStV Ketteler Mainz im KV.

## Landrat des Unterwesterwaldkreises
Nach dem Tod des bisherigen Amtsinhabers Alfons Feid übernahm Klinkhammer 1961 das Amt des Landrats des Unterwesterwaldkreises.
In seiner Amtszeit gründete er den Kreisverkehrsverein Unterwesterwald, der später im Westerwald Touristikservice aufging, die Wirtschaftsförderungsgesellschaft des Unterwesterwaldkreises und das Kreisbildungswerk, der Vorläufer der heutigen Kreisvolkshochschule. Auf seine Initiative wurden auch der Köppelturm und der Hochwildschutzpark bei Gackenbach sowie das Familienferiendorf bei Hübingen errichtet.
Weitere Projekte waren die Erweiterung des Gymnasiums in Montabaur, der Neubau der Handelsschule, der Bau der keramischen Berufsschule in Höhr-Grenzhausen und die Errichtung eines Schullandheims im Schwarzwald.
Zuletzt brachte er den Bau eines neuen Kreishauses auf den Weg. Dieses wurde von seinem Amtsnachfolger Norbert Heinen eingeweiht und diente nach der Kreisreform (Zusammenschluss mit dem Oberwesterwaldkreis zum neuen Westerwaldkreis) als Sitz des Finanzamts Montabaur. Mittlerweile wurde das Gebäude abgerissen und durch ein Seniorenheim ersetzt.

## Landrat des Landkreises Mayen-Koblenz
Im Zuge der kommunalen Gebietsreform wurden die Landkreise Koblenz und Mayen am 7. November 1970 zum Landkreis Mayen-Koblenz vereinigt. Der damalige Ministerpräsident Helmut Kohl bestimmte Klinkhammer zum ersten Landrat des neugebildeten Landkreises.
Auch im neuen Amt stieß er viele Projekte an, darunter die Gründung der Erzeugergemeinschaft Deutsches Eck, der Kreismusikschule, der Wirtschaftsförderungsgesellschaft am Mittelrhein und der Rhein-Mosel-Eifel-Touristik, ebenso die Errichtung eines neuen Kreishauses in Koblenz und des Riedener Waldsees, ferner die Partnerschaft des Kreises mit dem Borough of Waverley im Süden Englands.
In seiner Funktion als Landrat war er zugleich Vorsitzender des Verwaltungsrats der Kreissparkasse Mayen. Im Verwaltungsrat der Kreissparkasse Koblenz bzw. (nach der Fusion mit der Stadtsparkasse 1973) der Sparkasse Koblenz war er alternierender Vorsitzender. Ferner gehörte er dem Aufsichtsrat der RWE an und war Vorsitzender des Verbandes der kommunalen Aktionäre, einem Zusammenschluss von RWE-Aktionären.

## Ehrungen
1986 wurde Klinkhammer das Bundesverdienstkreuz 1. Klasse verliehen. Zuvor wurde er bereits mit dem Bundesverdienstkreuz am Bande geehrt.
Am Riedener Waldsee gibt es einen Dr.-Georg-Klinkhammer-Weg.

## Film
- Linda-Schiwa Klinkhammer: Am Schluss wird’s bunt – Drei Nationen unter einem Dach, Das Erste, Erstausstrahlung: 22. April 2018 (Sendungstext)